# 395P/Catalina-NEAT
395P/Catalina-NEAT, komet Jupiterove obitelji. 